# Arlene Sharpe
Arlene Helen Sharpe (geb. vor 1981) ist eine US-amerikanische Immunologin und Professorin an der Harvard Medical School.

## Leben
Arlene Sharpe studierte am Radcliffe College mit dem Bachelor-Abschluss in Biochemie und an der Harvard University (Harvard Medical School), an der sie sowohl ihren M.D. (1982) als auch ihren Ph. D. (1981 in Mikrobiologie) erwarb. Danach erwarb sie ihren Facharztabschluss in Pathologie am Brigham and Women’s Hospital (BWH) und war am Whitehead-Institut für biomedizinische Forschung des MIT. 1991 wurde sie Assistant Professor und 1995 Associate Professor für Pathologie an der Harvard Medical School. 2003 erhielt sie eine volle Professur in Harvard und am BWH und übernahm die Leitung der immunologischen Forschung am BWH.
Sie ist seit 2004 George Fabyan Professor of Comparative Pathology an der Harvard Medical School und Ko-Direktorin des Harvard Institute of Translational Immunology und des Evergrande Center for Immunologic Diseases. Außerdem ist sie Mitglied der pathologischen Abteilung des Brigham and Women’s Hospital und assoziiertes Mitglied des Broad Institute des MIT und der Harvard University.
Sie ist Vizepräsidentin der American Association of Immunologists. Sie ist im Rat des National Institute of Allergy and Infectious Diseases (NIAID) und steht der Forschungsabteilung Hypersensitivity, Autoimmunity and Immune-mediated diseases (HAI) der National Institutes of Health vor.
Sie gehört zu den Thomson Reuters Citation Laureates (2016). Sharpe ist Fellow der American Association for the Advancement of Science, 2018 wurde sie in die National Academy of Sciences und die National Academy of Medicine gewählt. Sie ist im Herausgebergremium des Annual Review of Immunology. 2024 erhielt Sharpe den Harrington Prize for Innovation in Medicine und wurde zum Mitglied der American Academy of Arts and Sciences gewählt.

## Werk
Sharpe beschäftigt sich mit dem Mechanismus der Stimulation und Hemmung von T-Zellen im Immunsystem als Antwort auf Krankheitserreger und Tumorzellen und zur Vermeidung von Angriffen des Immunsystems auf körpereigene Zellen. Ihr Labor klärte einige Wirkungswege der Kostimulation von T-Zellen auf, so der immunsuppressiven Funktionen und Wirkungswegen von CTLA-4 und PD-1 (Programmed cell death protein 1) und der Rolle der Moleküle B7-1 und B7-2 auf Antigen-präsentierenden Zellen, die als Ko-Stimulatoren für die T-Zellen-Aktivierung dienen. Dabei verwendet sie Knockout-Mäuse, denen die Gene für die Kodierung der jeweiligen immunaktiven Proteine fehlen.
2014 erhielt sie mit Gordon J. Freeman, Tasuku Honjo, Lieping Chen den William B. Coley Award. 2017 gehört sie zu den Trägern des Warren Alpert Foundation Prize. Dabei wurde besonders ihre Rolle bei der Aufklärung von PD-1 gewürdigt. Das Molekül PD-1 ist ein Checkpoint-Protein, dass die Immunantwort dämpft, und Inhibitoren für dieses Protein (Checkpoint inhibitors wie Pembrolizumab von Merck) gelten als aussichtsreiche Kandidaten, die Immunantwort gegen Krebs zu verstärken. PD-1 wurde Anfang der 1990er Jahre von Tasuku Honjo entdeckt und wegen seiner Beteiligung an der Apoptose Programmed Depth Protein 1 benannt, und Honjo fand auch 1999 dessen Rolle im Immunsystem (Knockout-Mäuse ohne PD-1 entwickelten Autoimmunkrankheiten vom Lupus-Typ). Sharpe und Gordon Freeman fanden dann in Zusammenarbeit mit dem Labor von Honjo 2000 bzw. 2001 die natürlichen Liganden des PD-1-Rezeptors (PD-L1, PD-L2). Damit bestätigten sie die Rolle von PD-1 im Immunsystem. Außerdem fanden sie die PD 1-Liganden auf einigen Krebszellen und vermuteten, dass die Moleküle auch bei dem Mechanismus eine Rolle spielen, wie Krebszellen dem Immunsystem entgehen. Eine verstärkte Genexpression von PD-L1 fand sich bei vielen Tumorzellen.

## Schriften
- mit A. K. Abbas: T-cell stimulation: an abundance of B7s, Nat Med., Band 5, Dezember 1999, S. 1345–1346.
- mit Gordon Freeman, Tasuku Honjo u. a.: Engagement of the Pd-1 Immunoinhibitory Receptor by a Novel B7 Family Member Leads to Negative Regulation of Lymphocyte Activation, J. Exp. Medicine, Band 192, 2000, S. 1027
- mit Gordon Freeman: The B7–CD28 superfamily, Nature Reviews Immunology, Band 2, 2002, S. 116–126
- mit Yvette Latchman, Honjo, Freeman u. a.: PD-L2 is a second ligand for PD-1 and inhibits T cell activation, Nature Immunology, Band 2, 2001, S. 261–268
- mit E. John Wherry, Rafi Ahmed, Gordon Freeman: The function of programmed cell death 1 and its ligands in regulating autoimmunity and infection, Nature Immunology, Band 8, 2007, S. 239–245
- mit S. H. Baumeister, G. J. Freeman, G. Dranoff: Coinhibitory Pathways in Immunotherapy for Cancer, Annual Review of Immunology, Band 34, 2016, S. 539–573
- mit P. T. Sage: T follicular regulatory cells, Immunol Rev., Band 271, 2016, S. 246–259
- mit S. L. McArdel, C. Terhorst: Roles of CD48 in regulating immunity and tolerance, Clin Immunol., Band 164, 2016, S. 10–20